# 욜란다 하디드
욜란다 하디드(Yolanda Hadid, 1964년 1월 11일 ~ )는 네덜란드계 미국의 사회자, 모델, 인테리어 디자이너이다.

## 주요 이력
네덜란드 자위트홀란트주 파펜드레흐트(Papendrecht)에서 출생하였으며 지난날 한때 네덜란드 암스테르담에서 잠시 유아기를 보낸 적이 있는 그녀는 1969년에 일가족과 함께 미국 뉴욕주 뉴욕 시티에 이주하여 뉴욕을 거쳐 1970년에 미국 캘리포니아 말리부로 옮기어 성장하였고 1979년에 모델 첫 데뷔하였다.